# Station Oleszyce
Station Oleszyce is een spoorwegstation in de Poolse plaats Oleszyce.